# 해나 바베라

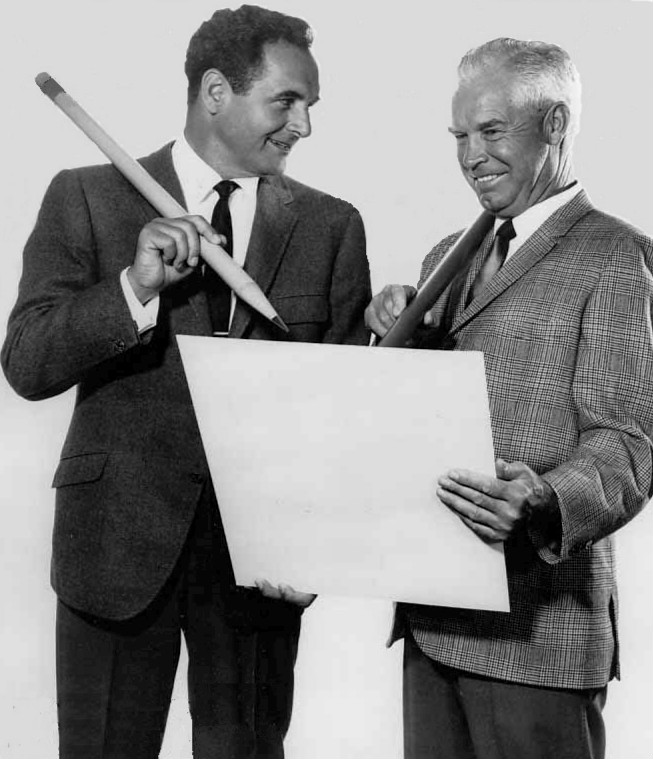

해나 바베라(영어: Hanna-Barbera)는 미국의 애니메이션 제작 회사로, 1957년 7월 7일에 《톰과 제리》를 제작한 윌리엄 해나와 조지프 바베라가 설립했다. 설립 이후 프린스톤 가족, 탑캣, 게구쟁이 스머프 등을 제작하여 이름을 알렸으며, 태프트 방송은 1966년 해나 바베라를 인수했고, 1991년까지 소유했다.
1980년대 《토요일 아침 만화영화》의 수익이 줄어, 1991년 터너 브로드캐스팅 시스템은 태프트 방송으로부터 해나 바베라를 인수했고, 이후 1996년 터너 브로드캐스팅 시스템이 워너 브라더스에 인수되어 결국 해나 바베라가 제작하고, 제작하던 애니메이션들은 카툰 네트워크에서 방송되었다.
2001년 윌리엄 해나가 사망한 후 해나 바베라는 모두 워너 브라더스에 흡수되었고, 이후 워너 브라더스는 해나 바베라의 고전적인 특징을 바탕으로 새로운 프로그래밍을 하여 애니메이션을 계속 제작하고 있다.

## 같이 보기
- 부메랑 (텔레비전 네트워크)
- 미국 애니메이션의 황금시대
- 웃음 트랙